# كريسين
كريسين (أو كريزين أو كرايزين) هو هيدروكربون عطري متعدد الحلقات يتألف من أربع حلقات بنزين مندمجة، له الصيغة الكيميائية C18H12، ويكون على شكل بلورات موشورية عديمة اللون.
اشتق اسم كريسين من الإغريقية: Χρύσoς (كريسوس)، والتي تعني ذهبي، وذلك بسبب اللون الأصفر الذهبي لبلورات الهيدروكربون أثناء عزله بداية الأمر من قطران الفحم؛ إلا أن التنقية الملائمة تعطي بلورات عديمة اللون من الكريسين، ووجد أن اللون الأصفر يعود إلى المصاوغ تتراسين، ذي اللون الأصفر، والذي لا يمكن فصله عنه بسهولة.

## الوفرة الطبيعية
يوجد الكريسين طبيعياً في قطران الفحم حيث يعزل منه؛ كما يوجد في الكريوزوت بتراكيز تتراوح بين 0.5-6 مغ/كغ.

## الخواص
تكون بلورات الكريسين موشورية كبيرة وغير منحلة عملياً في الماء أو المذيبات القطبية مثل الكحولات، ولكنها تنحل في المذيبات العضوية اللاقطبية مثل البنزين والتولوين.
يبدي الكريسين خواصاً فلورية عند التعرض للأشعة فوق البنفسجية.

## الاستخدامات
يستخدم الكريسين كمادة أولية بادئة في تحضير الأصباغ.